# Rachel Getting Married
Rachel Getting Married (titulada en castellano La boda de Rachel en España y El casamiento de Raquel en  México) es una película dramática estrenada el 3 de octubre de 2008 en Estados Unidos y el 31 de octubre del mismo año en España. Protagonizada por Anne Hathaway y dirigida por Jonathan Demme. Hathaway fue candidata a los Premios Óscar, Globo de Oro y Premios del Sindicato de Actores en la categoría de -mejor actriz- por su interpretación de Kym.

## Argumento
Desde el momento en el que Kym (Anne Hathaway) regresa a la casa de la familia Buchman, para la boda de su hermana Rachel (Rosemarie DeWitt), tratará de limar asperezas del pasado. Kym, pese a ser realmente joven, tiene un largo historial de crisis personales, depresiones, conflictos familiares y tragedias a su alrededor.
Sin embargo lo que prometía ser un divertido fin de semana en compañía de los amigos y familias de los novios terminará siendo una festividad más amarga de lo previsto, ya que saldrán a relucir algunas viejas tensiones que se han ido acumulando a lo largo de los años en la familia. Kym, con su habitual mordacidad y su facilidad para el dramatismo, contribuirá a que no todo resulte tal y como se había planeado.

## Reparto
- Anne Hathaway como Kym.
- Rosemarie DeWitt como Rachel.
- Bill Irwin como Paul.
- Debra Winger como Abby.
- Tunde Adebimpe como Sidney.
- Mather Zickel como Kieran.
- Anna Deavere Smith como Carol.
- Anisa George como Emma.
- Victoria Haynes como Victoria.
- Jerome LePage como Andrew.
- Carol-Jean Lewis como Sidney's Mother.
- Roger Corman como Wedding Guest.
- Sebastian Stan como Walter.
- Paul Sparks como 12-Step Meeting Member.

## Producción
El proyecto nació cuando el cineasta Sidney Lumet le muestra a Jonathan Demme un guion que su hija Jenny, que es profesora de séptimo y octavo curso y de teatro en el Manhattan Country School, había escrito. Demme decidió leerlo y le pareció que con él se podía hacer una película porque mostraba indiferencia hacia los convencionalismos, que sus personajes no tenían que resultar simpáticos, se acercaba de manera audaz a la verdad, el dolor y el humor, y que conseguía que nos interesara la problemática familiar sin manipularle.
Se rodó entre el 24 de septiembre y el 29 de noviembre de 2007. Fue filmada íntegramente en el estado de Connecticut, en las ciudades de Fairfield y Stamford. Como director de fotografía, Demme decidió contar con Declan Quinn con quien ya había trabajado en Jimmy Carter man from plains, ambos decidieron que la película se rodara como si se tratara de un documental para realizar la "más bella película casera", y convertir al espectador en un invitado más a la boda que se iba a producir. Por ello no se ensayaron, ni se planificaron las escenas, se les dijo a los actores que actuaran y que todo lo que hicieron lo recogería Quinn con la cámara, tampoco se repetirían las escenas para así "mantener lo más viva posible la espontaneidad de los actores".
La cinta abrió la 65.ª edición del Festival Internacional de Cine de Venecia, Italia, donde compitió por el máximo galardón del certamen, el León de Oro a la mejor película. El 6 de septiembre de 2008, se presentó en el Festival Internacional de Cine de Toronto, Canadá. También lo hizo en el Festival Internacional de Cine de San Sebastián, donde Demme formó parte del jurado.

## Recepción

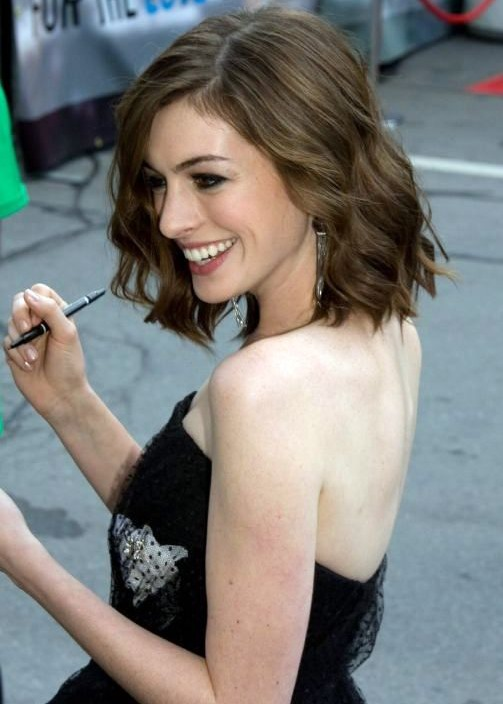
Anne Hathaway como Kym.

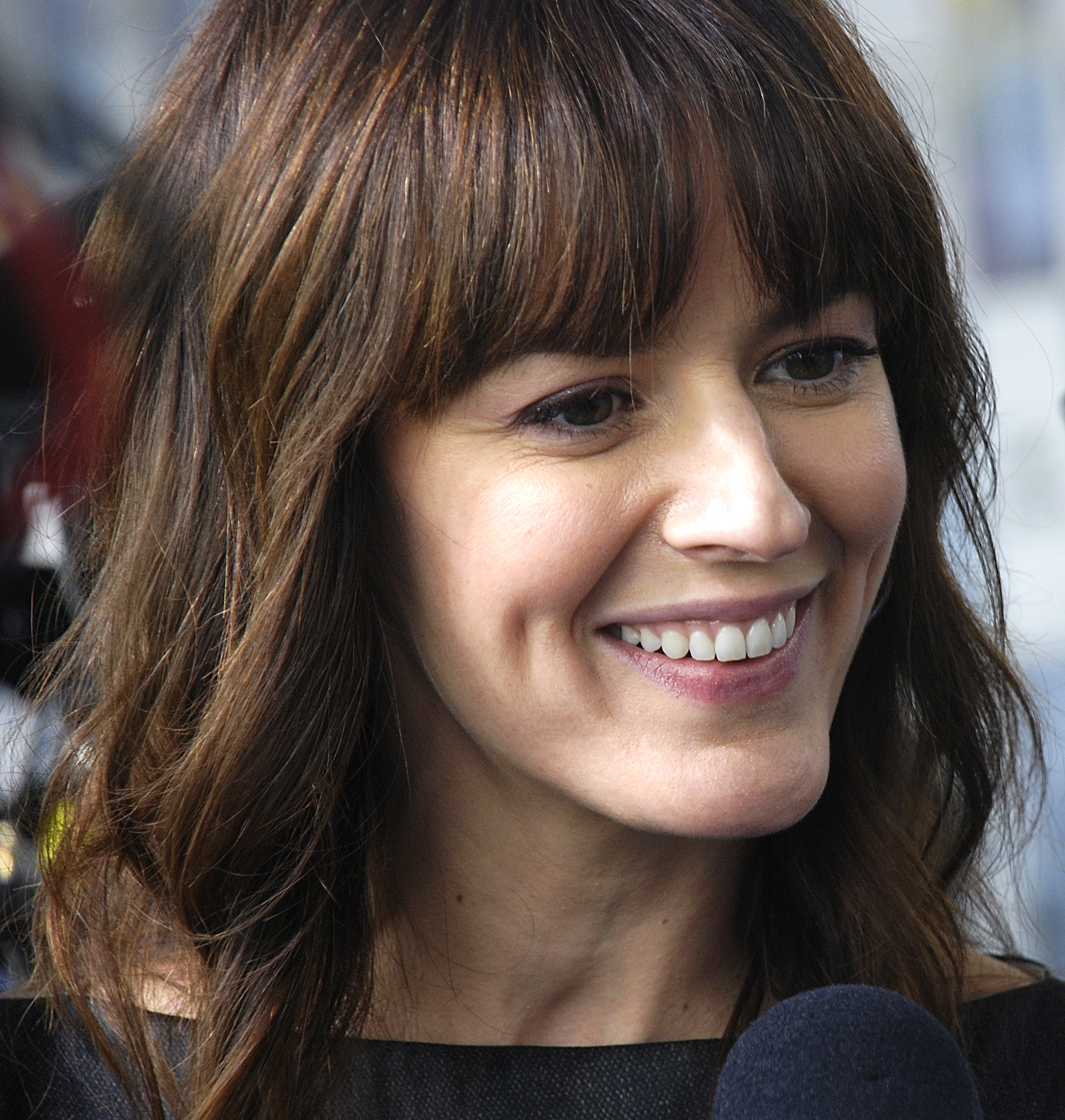
Rosemarie DeWitt como Rachel.

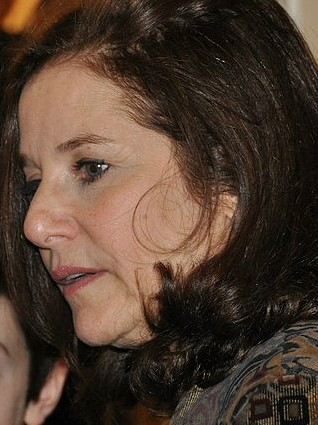
Debra Winger como Abby.

### Respuesta crítica
Según la página de Internet Rotten Tomatoes obtuvo un 85% de comentarios positivos, llegando a la siguiente conclusión: "Rachel Getting Married es una historia fascinante sobre la angustia de la familia, resaltada por una potente interpretación de Anne Hathaway y por un Jonathan Demme que vuelve a estar en forma". A. O. Scott escribió para The New York Times que "sería una pena perderse Rachel Getting Married, que puede que tenga sus fallos, pero que es tan persuasiva perdonando los errores de sus personajes que tú sólo puedes responder, del mismo modo, con cariño". David Ansen señaló para Newsweek que "la cruda y quisquillosa interpretación de Hathaway (...) es magnífica, y DeWitt está al mismo nivel en todo momento (...) Demme mezcla, deliberadamente de forma inestable, estados de humor y géneros, consiguiendo resultados electrizantes". Según la página de Internet Metacritic obtuvo críticas positivas, con un 82%, basado en 36 comentarios de los cuales 32 son positivos.

### Premios
Premios Óscar
| Año  | Categoría    | Candidata     | Resultado |
| ---- | ------------ | ------------- | --------- |
| 2008 | Mejor Actriz | Anne Hathaway | Candidata |

Premios Globo de Oro
| Año  | Categoría            | Candidata     | Resultado |
| ---- | -------------------- | ------------- | --------- |
| 2009 | Mejor actriz - Drama | Anne Hathaway | Candidata |

Premios del Sindicato de Actores
| Año  | Categoría                 | Candidata     | Resultado |
| ---- | ------------------------- | ------------- | --------- |
| 2009 | Mejor actriz protagonista | Anne Hathaway | Candidata |

### Taquilla
Estrenada en 9 cines estadounidenses debutó en vigesimoséptima posición con 293.000 dólares, con una media por sala de 32.597 dólares, por delante de Tropic Thunder y por detrás de Mamma Mia!. Recaudó en Estados Unidos 12 millones. Sumando las recaudaciones internacionales la cifra asciende a 16 millones. Se desconoce el presupuesto estimado invertido en la producción.